# Hotel Andel's Łódź
Hotel Andel's Łódź est un hôtel quatre étoiles historique situé à Łódź, en Pologne, dans une ancienne usine textile construite entre 1872 et 1892 et conçue par Hilary Majewski.

## Histoire
L'hôtel a été officiellement inauguré en mai 2009 et est situé dans le bâtiment de l'ancienne usine textile d'Izrael Poznański, qui a été rénovée et adaptée pour servir d'hôtel,. Le bâtiment fait partie d'un grand centre artistique, d'un centre commercial et d'un complexe de loisirs connu sous le nom de Manufaktura. Le projet de l'hôtel a été créé par la marque internationale Andel's, qui opère également dans des villes telles que Berlin, Prague et Cracovie.

## Description
L'hôtel propose 278 chambres dont un appartement présidentiel ainsi que sept salles de conférence. Le design intérieur a été créé par le cabinet d'architecture londonien Jestico & Whiles,. En 2009, l'hôtel a reçu un « European Hotel Design Award » dans la catégorie « Architecture de l'année - Conversion d'un bâtiment existant en hôtel ». En 2010, l'hôtel a reçu le « Special Guest of Honor Award » au MIPIM de Cannes. En 2015, il a été classé monument historique par décret du président Bronisław Komorowski dans le cadre du "paysage multiculturel de la ville industrielle de Łódź".

## Invités célèbres
L'hôtel a accueilli un certain nombre d'invités éminents, dont Martin Scorsese, Plácido Domingo, Umberto Eco, Lukas Podolski, Sting, Lenny Kravitz, Cameron Diaz, Justin Bieber, Rihanna, Shakira, Slash, Depeche Mode, Rammstein, The Cure, Il Divo, Thirty Seconds to Mars et Tokio Hotel,,. Il a également accueilli des premiers ministres et des chefs d'État tels que David Cameron, Shimon Peres, Lech Wałęsa et Andrzej Duda.